# 第八十五国立銀行
第八十五国立銀行（だいはちじゅうごこくりつぎんこう）は、明治期に埼玉県入間郡川越町（現・川越市）に、埼玉県下で初めて設立された銀行。埼玉県唯一の国立銀行であった。埼玉銀行（現・埼玉りそな銀行）の前身。

## 歴史

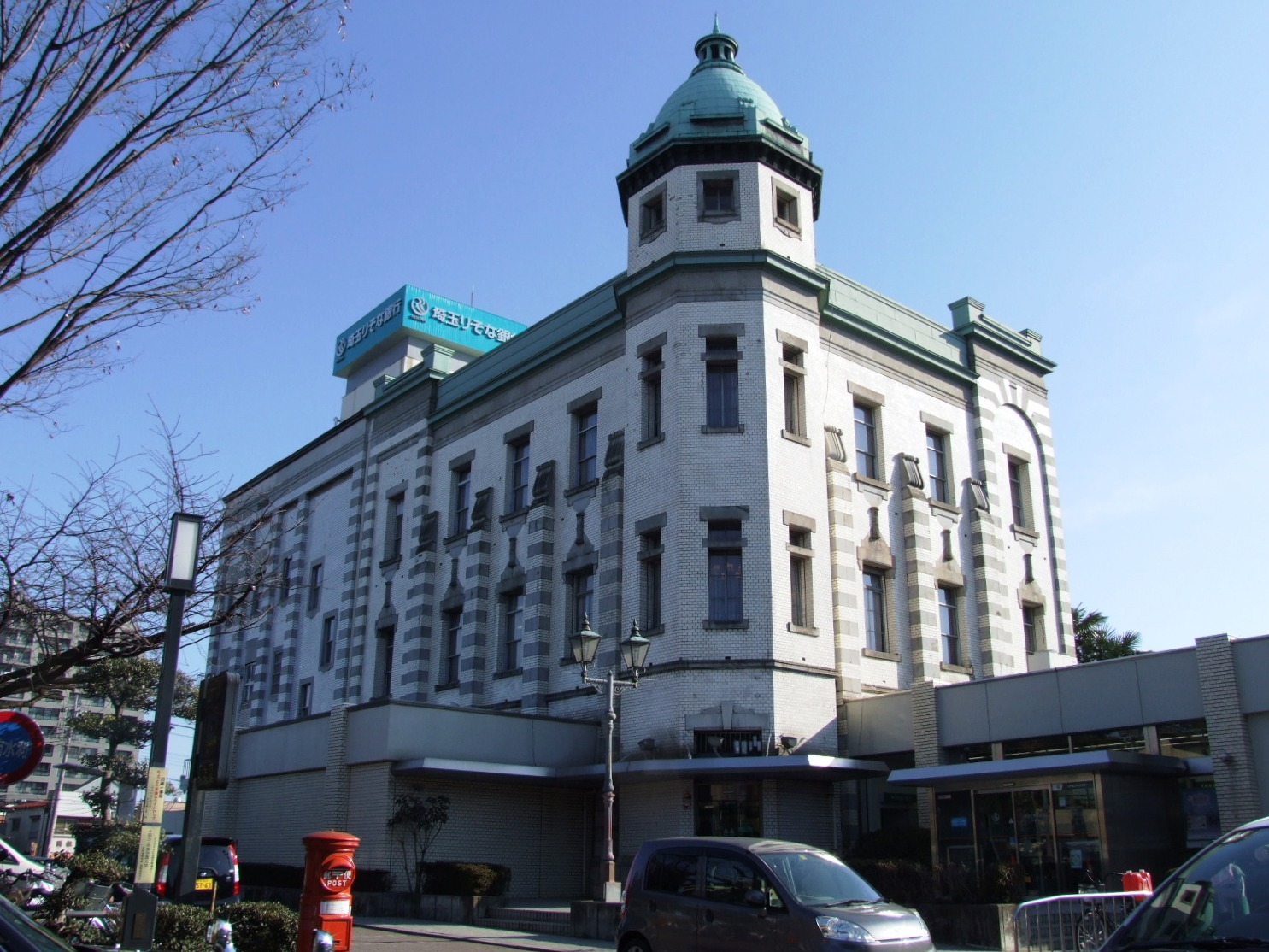
りそなコエドテラス（旧第八十五銀行本館）

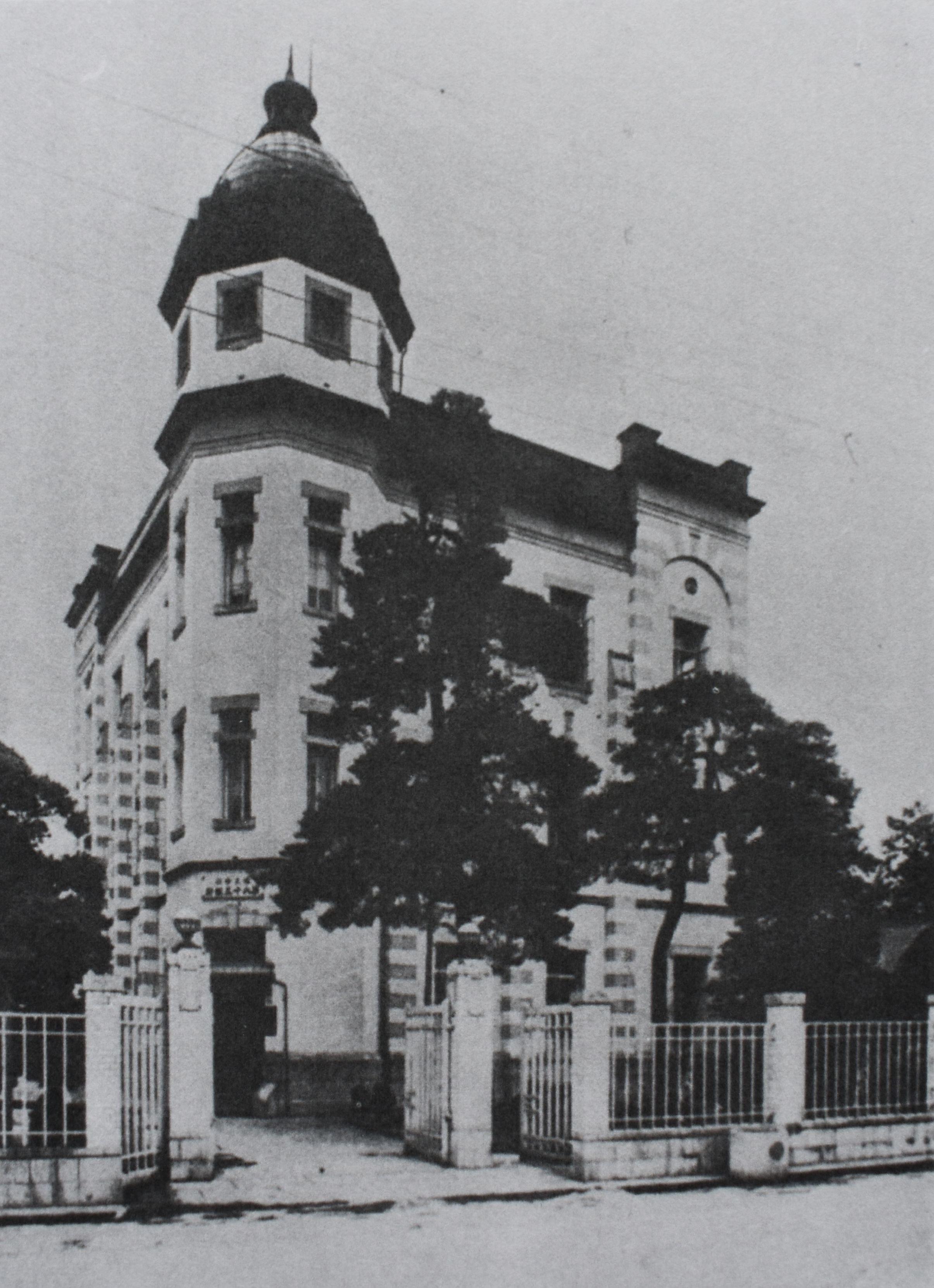
大正7年（1918年）、新築した当時の「第八十五銀行」

1872年（明治5年）、明治政府は近代産業を育成するにあたり銀行制度と貨幣制度を整える必要から国立銀行条例を制定。1873年（明治6年）、川越の豪商たちは渋沢栄一に銀行設立を請願、埼玉県最初の銀行開設に向け動き出す。1876年（明治9年）、国立銀行条例が改正され兌換条件などが緩和されたことから全国で国立銀行開設の機運が高まった。
1878年（明治11年）3月1日、川越藩の御用商人であった横田五郎兵衛、綾部利右衛門、黒須喜兵衛、西村半右衛門、山崎豊らの豪商によって国立銀行設立願を大蔵卿の大隈重信に提出、5月15日に特許がおりた。大蔵省が資本金の過半を出資（士族禄）、さらに株式募集に懸かり10月15日に会社設立。11月26日に開業免状下付、12月17日川越町南町177番地の横田五郎兵衛邸屋敷の一角を借りて、第八十五国立銀行は川越の地で開業した。筆頭株主は綾部利右衛門と黒須喜兵衛であった。
国立銀行なので発足すると、「第八十五国立銀行」と名前の入った一円紙幣と五円紙幣（銀行券）を発行、待望された埼玉県内初の銀行でもあり、一般貸付も順調で、翌年6月の決算では一万三〇〇〇余円の利益をあげ、一割二分の配当をおこなった。

## 概要
1882年（明治15年）6月に日本銀行条例が導入され、同年10月に日本銀行が開業し、翌年の国立銀行条例の改正で国立銀行の営業期間が免許後20年間に限定され、満期後は 私立銀行へ移行されることが決定した。第八十五国立銀行は、1898年（明治31年）1月1日、国立銀行営業満期前特別処分法に基づき私立銀行第八十五銀行となる。その後、埼玉県内各地の銀行を吸収しながら拡大した。また、熊谷、秩父、本庄、松山、志木など県内各地に支店を設けた。1890年（明治23年）の日本初の金融恐慌でも第八十五国立銀行は順当な利益を計上していた優良行であった。1898年（明治31年）には同行の経営陣によって川越貯蓄銀行が隣接地に開業した。
戦時下における一県一行政策に基づき、1943年（昭和18年）に武州銀行、飯能銀行、忍商業銀行と大合併し、埼玉銀行（現・埼玉りそな銀行）となった。
「日本の電力王」と呼ばれた福澤桃介は川越で育ったが、桃介の実家・岩崎家も第八十五国立銀行設立に参画、桃介の父・紀一は川越で提灯屋を営むほか、当行で書記を務めた。
本店は川越大火で焼失、再建された本店は1918年（大正7年）1月に竣工。設計は保岡勝也である。埼玉りそな銀行川越支店の店舗となっていたが、2020年（令和2年）6月19日に川越支店は移転し、2024年（令和6年）5月15日に複合施設「りそなコエドテラス」としてリニューアルオープンした。国の登録有形文化財（埼玉県内登録第1号）。

## 沿革
- 1878年（明治11年）11月26日：設立
- 1878年（明治11年）12月17日：開業
- 1898年（明治31年）1月1日：第八十五銀行に改称
- 1927年（昭和2年）3月：比企銀行を合併
- 1927年（昭和2年）8月1日：深谷銀行を合併
- 1937年（昭和12年）4月31日：川越渡辺銀行を買収
- 1937年（昭和12年）9月：浦和商業銀行を買収
- 1937年（昭和12年）11月：西武銀行、秩父銀行を買収
- 1943年（昭和18年）7月1日：当行及び、忍商業銀行、飯能銀行、武州銀行の四行が合併し埼玉銀行（現・埼玉りそな銀行）を新立